# Ophiura zebra
Ophiura zebra är en ormstjärneart som beskrevs av Alexander Michailovitsch Djakonov 1954. Ophiura zebra ingår i släktet Ophiura och familjen fransormstjärnor. Inga underarter finns listade i Catalogue of Life.